# Hwacha
Hwacha hay hwach'a (화차; 火車) (hỏa xa) là một cỗ máy pháo phản lực bắn loạt được phát triển bởi Triều Tiên dựa trên những đổi mới kỹ thuật Huolongjing và triển khai trong việc phòng thủ bán đảo Triều Tiên chống lại sự xâm lăng của Nhật Bản vào thập niên 1590.